# غاستون كاستانيو
غاستون كاستانيو (بالإسبانية: Gastón Castaño)‏ (8 يوليو 1985 في الأرجنتين - ) هو لاعب كرة قدم أرجنتيني في مركز الهجوم. لعب مع بي إس إم إس ميدان وديبورتيفو آرمينيو ونادي سان لورينزو وPersiba Balikpapan ‏ ومادورا يونايتد وPSS Sleman ‏ وGresik United F.C. ‏ وPSIS Semarang ‏.

## وصلات خارجية
- غاستون كاستانيو على موقع قاعدة بيانات كرة القدم.إي يو (الإنجليزية)
- غاستون كاستانيو على موقع Soccerway.com (الإنجليزية)